# Aricia hyacinthus
Aricia hyacinthus is een vlinder uit de familie van de Lycaenidae. De wetenschappelijke naam van de soort is voor het eerst geldig gepubliceerd in 1847 door Gottlieb August Wilhelm Herrich-Schäffer.